# 阴阳辨证
阴阳辨证，中医术语，系八纲辨证（指阴阳、表裏、寒热、虚实八类证候,为中医辨证学的基本纲领）的具体内容之一。八纲辨证的特点在于把握疾病发生发展过程的整体性、确定性与相关性。阴、阳则是区分疾病类别、归纳证候的总纲。

## 阳证
凡符合“阳”的一般属性的证候，称为阳证，如：表证，实证，热证等为阳证。精神兴奋狂躁，面色红，壮热恶热 ，气粗声高，便干溲赤，口渴、喜冷饮；舌质红绛苔黄，脉洪数,滑数有力。
- 人體部位：上身，體表，背面，六腑，氣，經絡(背面、四肢外側)
- 機能狀態：興奮、亢進
- 八綱屬性：表、熱、實
- 脈象：浮、數、實、洪、大

## 阴证
凡符合“阴”的一般属性的证候，称为阴证，如：裏证，虚证，寒证等为阴证。精神萎靡，面色白，肢冷畏寒，气短声低，便溏溲清，口不渴、喜热饮；舌质淡苔白，脉沉迟细无力。
- 人體部位：下身、體內、腹面、五臟、血、經絡(腹面、四肢內側)
- 機能狀態：抑制、衰退
- 八綱屬性：裏、寒、虛
- 脈象：沉、遲、虛、細、小

- 阴虚证：人体阴液不足所表现的证候。五心烦热,潮热盗汗,咽干顴红,二便秘结, 形体消瘦,舌红少苔,脉细数.
- 阳虚证：机体阳气不足所表现的证候。畏寒肢冷,口淡不渴,神疲乏力,尿清便溏,舌淡苔白,脉弱.

- 亡阴证：汗热、味咸，四肢温和；舌红干，脉洪实或躁疾、按之无力。肌热，气粗，渴，喜冷饮。
- 亡阳证：汗冷、味淡，四肢厥冷；舌白润，脉浮数而空，或微细欲绝。肌冷，气微，不渴，喜热饮。

亡阴和亡阳是疾病的危险证候，辨证一差，或救治稍迟，死亡立见。

一般在高热大汗，或发汗太过，或吐泻过度，失血过多的情况下出现，特别是大汗容易亡阴；转而出现亡阳，提示病情进一步加重。